# Sonja Biserko
Sonja Biserko (Beograd, 1948.) osnivačica je i predsjednica Helsinškog odbora za ljudska prava u Srbiji.
Rodila se u Beogradu gdje je diplomirala na Ekonomskom fakultetu. Od 1974. do 1991. radila je kao diplomatkinja u saveznoj administraciji bivše Jugoslavije, te je od 1974. do 1979. služila u jugoslavenskom veleposlanstvu u Londonu, a od 1984. do 1989. kao predstavnica SFRJ u organizacijama UN sa sjedištem u Genevi. U Saveznom sekretarijatu za vanjske poslove bila je zadužena za europske poslove. Diplomatsku karijeru je završila 1991. nakon ostavke nezadovoljna politikom srbijanskog predsjednika Slobodana Miloševića i njegovim utjecajem na tadašnju saveznu administraciju. Tijekom raspada Jugoslavije i na samom početku velikosrpske agresije na Hrvatsku je u Genevi organizirala susret ratu suprotstavljenih političara i aktivista na kome je s hrvatske strane sudjelovao Danijel Ivin.
Godine 1994. osnovala je Helsinški odbor za ljudska prava u Srbiji, čiji je dosadašnji predsjednik. Nakon petolistopadskih promjena postala je jedna od najistaknutijih kritičara nove vlasti, za koju je držala da nastavlja Miloševićevu imperijalističku politiku[nedostaje izvor] te da je njihova nespremnost za potpunu suradnju za Haškim sudom kao i sučeljavanju Srbije kao države s odgovornošću za zločine glavna prepreka srpskim integracijama u EU. U tom smislu je posebno kritična prema Srpskoj pravoslavnoj crkvi i SANU.